# Туреччина на Паралімпійських іграх
Туреччина почала брати участь у Літніх Паралімпійських іграх з 1992 року. Тоді на Літні Паралімпійські ігри, які приймала іспанська Барселона, від Туреччини поїхав лише один атлет — Мехмет Ґюрхан. Плавець представляв свою батьківщину одночасно трьох різних категоріях. Після перерви у 1996 році Туреччина щорічно направляє своїх спортсменів на Літні Паралімпійські ігри. У Зимових Паралімпійських іграх Республіка Туреччина уперше взяла участь 2014 року, коли приєдналася до зимових змагань у Сочі, Росія. Тоді під прапором Туреччини виступало двоє лижників: Есат Хільмі Баїндирли та Мехмет Чекіч, які, щоправда, повернулися без медалей. До зимових ігор у Пекіні 2022 року Туреччина вирішила не доєднуватися.

## Медальний залік
| Вид спорту          | Кількість спортсменів | Золото          | Срібло          | Бронза          | Загалом         | Місце           |
| ------------------- | --------------------- | --------------- | --------------- | --------------- | --------------- | --------------- |
| 1960 Рим            | Участі не брала       | Участі не брала | Участі не брала | Участі не брала | Участі не брала | Участі не брала |
| 1964 Токіо          | Участі не брала       | Участі не брала | Участі не брала | Участі не брала | Участі не брала | Участі не брала |
| 1968 Тель-Авів      | Участі не брала       | Участі не брала | Участі не брала | Участі не брала | Участі не брала | Участі не брала |
| 1972 Гайдельберг    | Участі не брала       | Участі не брала | Участі не брала | Участі не брала | Участі не брала | Участі не брала |
| 1976 Торонто        | Участі не брала       | Участі не брала | Участі не брала | Участі не брала | Участі не брала | Участі не брала |
| 1980 Арнем          | Участі не брала       | Участі не брала | Участі не брала | Участі не брала | Участі не брала | Участі не брала |
| 1984 Нью-Йорк       | Участі не брала       | Участі не брала | Участі не брала | Участі не брала | Участі не брала | Участі не брала |
| 1988 Сеул           | Участі не брала       | Участі не брала | Участі не брала | Участі не брала | Участі не брала | Участі не брала |
| 1992 Барселона      | 1                     | 0               | 0               | 0               | 0               | -               |
| 1996 Атланта        | Участі не брала       | Участі не брала | Участі не брала | Участі не брала | Участі не брала | Участі не брала |
| 2000 Сідней         | 1                     | 0               | 0               | 0               | 0               | -               |
| 2004 Афіни          | 8                     | 1               | 0               | 1               | 2               | 53              |
| 2008 Пекін          | 16                    | 1               | 0               | 1               | 2               | 50              |
| 2012 Лондон         | 69                    | 1               | 5               | 4               | 10              | 43              |
| 2016 Ріо-де-Жанейро | 81                    | 3               | 1               | 5               | 9               | 34              |
| 2020 Токіо          | 87                    | 2               | 4               | 9               | 15              | 42              |
| 2024 Париж          | 94                    | 6               | 10              | 12              | 28              | 23              |
| Загалом             | 357                   | 14              | 20              | 32              | 66              | 57              |

| Вид спорту          | Кількість спортсменів | Золото          | Срібло          | Бронза          | Загалом         | Місце           |
| ------------------- | --------------------- | --------------- | --------------- | --------------- | --------------- | --------------- |
| 1976 Ерншельдсвік   | Участі не брала       | Участі не брала | Участі не брала | Участі не брала | Участі не брала | Участі не брала |
| 1980 Єйлу           | Участі не брала       | Участі не брала | Участі не брала | Участі не брала | Участі не брала | Участі не брала |
| 1984 Інсбрук        | Участі не брала       | Участі не брала | Участі не брала | Участі не брала | Участі не брала | Участі не брала |
| 1988 Інсбрук        | Участі не брала       | Участі не брала | Участі не брала | Участі не брала | Участі не брала | Участі не брала |
| 1992 Альбервіль     | Участі не брала       | Участі не брала | Участі не брала | Участі не брала | Участі не брала | Участі не брала |
| 1994 Ліллегаммер    | Участі не брала       | Участі не брала | Участі не брала | Участі не брала | Участі не брала | Участі не брала |
| 1998 Нагано         | Участі не брала       | Участі не брала | Участі не брала | Участі не брала | Участі не брала | Участі не брала |
| 2002 Солт-Лейк-Сіті | Участі не брала       | Участі не брала | Участі не брала | Участі не брала | Участі не брала | Участі не брала |
| 2006 Турин          | Участі не брала       | Участі не брала | Участі не брала | Участі не брала | Участі не брала | Участі не брала |
| 2010 Ванкувер       | Участі не брала       | Участі не брала | Участі не брала | Участі не брала | Участі не брала | Участі не брала |
| 2014 Сочі           | 2                     | 0               | 0               | 0               | 0               | —               |
| 2018 Пхьончхан      | 1                     | 0               | 0               | 0               | 0               | —               |
| 2022 Пекін          | Участі не брала       | Участі не брала | Участі не брала | Участі не брала | Участі не брала | Участі не брала |
| Загалом             | Загалом               | 0               | 0               | 0               | 0               | -               |